# Ramonda
«Ramonda» (укр. Рамонда) — пісня сербської співачки Teya Dora, з якою вона представляла Сербію на Пісенному конкурсі Євробачення 2024 в Мальме, Швеція після перемоги на національному відборі Pesma za Evroviziju 24, та посіла 17 місце.

## Про пісню

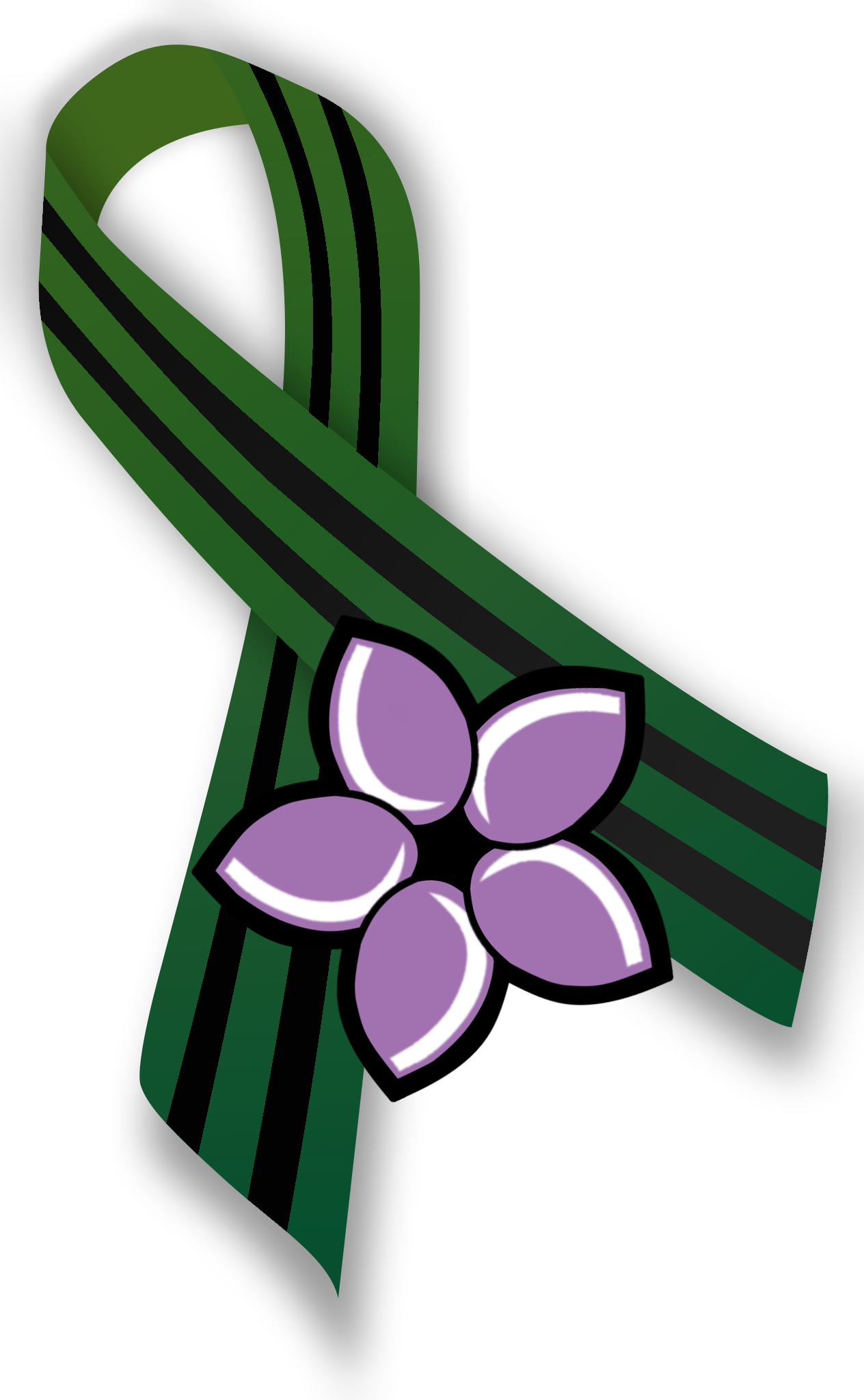
Нагрудний знак, що поєднує Рамонду Наталі та зелено-чорну пам'ятну медаль Великого сербського відступу, яку носять у Сербії в День перемир'я.

«Ramonda» — балада з похмурим таємничим настроєм та почуттями надії та оновлення:
«Це просто такий сильний символ (Рамонда). Це означає надію і те, що навіть коли темні дні, і навіть якщо вам здається, що нічого немає, якщо у вас є надія і якщо ви вірите в себе, ви можете знайти вихід».
Рамонда — це квітка, яка росте в гірській місцевості з кам'янистим ґрунтом. Для Сербії рамонда також є символом надії, що відзначає день закінчення Першої світової війни (11 листопада), а квітка в контексті цього дня символізує новий початок. Тея порівняла це з тим, як її країна піднялася, як фенікс, після конфлікту — останні рядки тексту пісні уособлюють появу фенікса.

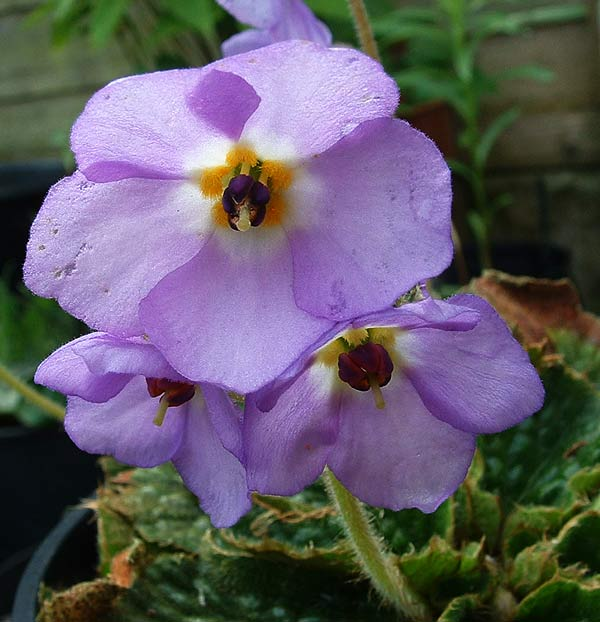
Ramonda serbica

«Ramonda» розповідає про подорож через темний і самотній період. Це також відображено в музичному відео через ідею відчуття втраченого, самотнього та розгубленого, без чіткого шляху вперед. Рамонда — не звичайна квітка; це рідкісний вид, який офіційно охороняється і часто росте серед скель. Якою б сухою не здавалася квітка, лише невелика кількість води може її оживити. Знайти рамонду — непросте завдання, подібно до того, як знайти внутрішню силу піднятися й йти до світла.

## Кліп
Кліп на пісню «Ramonda» вийшов 1 березня, за день до фіналу PZE '24. Відео починається цитатою «Світло блищить у темряві, і темрява ніколи не зможе його погасити» англійською мовою, парафраз вiд Iвана 1:5. У кліпі Тея Дора лежить на камені та слідкує за світлом, що веде її до гори (можливо, символ гори Ртань, де росте Рамонда Наталі). Відео завершується сценою воскресіння квітки. В Informer назвали кліп «гідним світових зірок».

## Пісенний конкурс Євробачення 2024

### Pesma za Evroviziju 24
Після привернення міжнародної уваги своїм синглом «Džanum» («Moje more») у 2023 році, Тея Дора подала заявку на участь у Pesma za Evroviziju '24. Співачка підтвердила цю інформацію 16 грудня 2023 року в програмі Radio Television of Serbia Jedan dobar dan. Раніше Тея Дора брала участь у Pesma za Evroviziju як авторка пісень, зокрема треку «Filarri» у 2023 році. Того ж місяця співачку затвердили як одну з учасниць PZE '24. 25 січня 2024 року пісня «Ramonda» була випущена разом з усіма іншими піснями національного відбору.

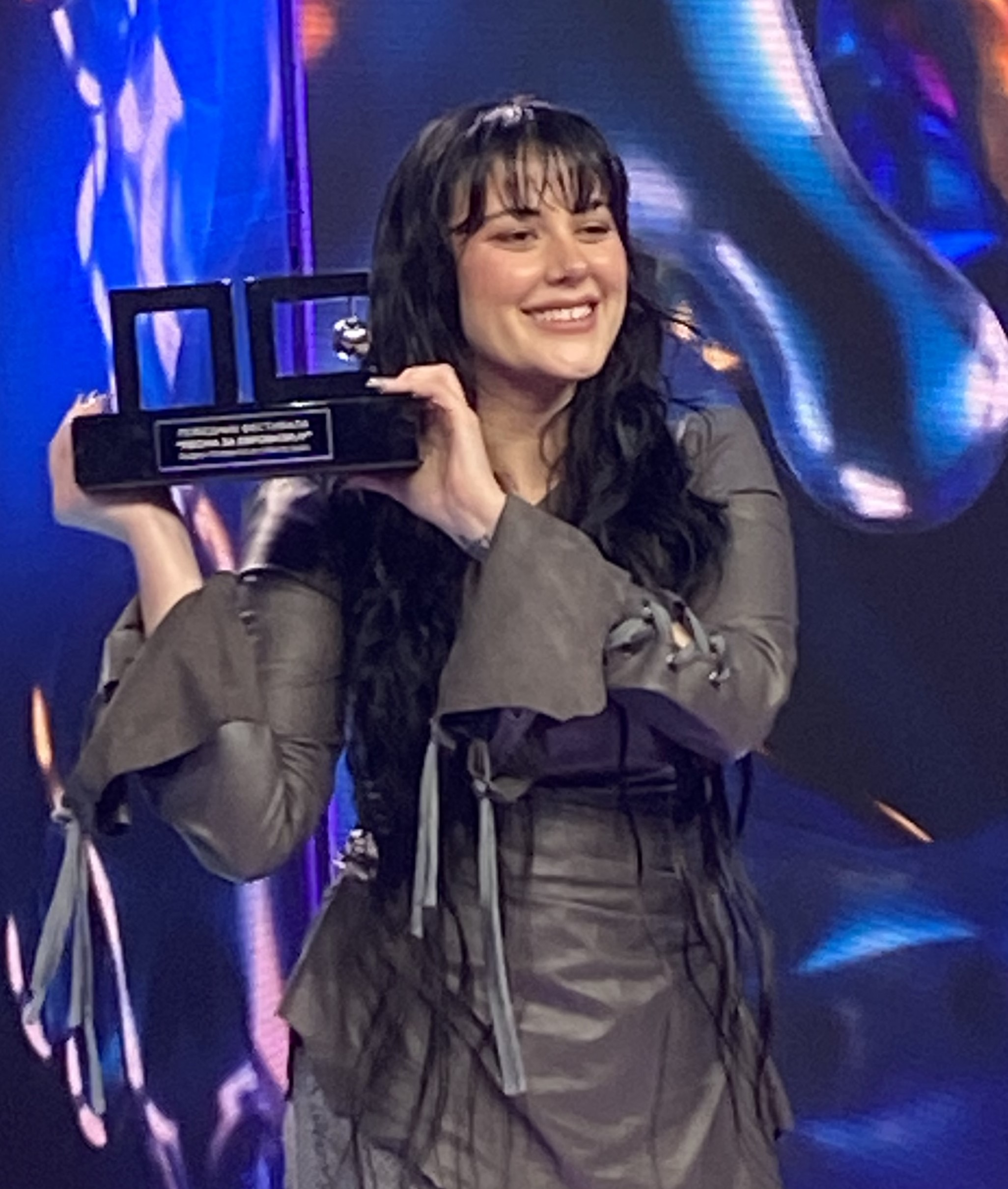
Тея Дора з переможним трофеєм Pesma za Evroviziju 24

29 лютого 2024 року Тея Дора виконала свою пісню у першому півфіналі Pesma za Evroviziju '24 та здобула 12 максимальних балів як від журі, так і від телеглядачів. Під час виступу співачка лежала на камені, схожому на той, що зображений у кліпі. 2 березня, у фіналі, «Ramonda» отримала 12 балів від журі та 10 балів від глядачів, поступившись першим місце від аудиторії співачці Breskvica з піснею «Gnezdo orlovo», проте більша сума балів принесла Тея Дорі перемогу та право представляти Сербію на Пісенному конкурсі Євробачення 2024.

### На Євробаченні
Пісенний конкурс Євробачення 2024 відбувся на Мальме-Арені в Мальме, Швеція, і складався з двох півфіналів, які відлися 7 і 9 травня відповідно, і фіналу 11 травня 2024 року. Під час жеребкування 30 січня 2024 року Сербія потрапила до першої половини першого півфіналу шоу.

У півфіналі Тея Дора виступила під другим номером і кваліфікувалася до фіналу з 10 місця, здобувши 47 балів від глядачів. У фіналі конкурсу Сербія посіла 17 місце з 54 балами, з яких 32 від глядачів і 22 від журі. Від глядачів Хорватії пісня «Ramonda» здобула 12 балів.

Фрагменти виступу на Євробаченні 2024
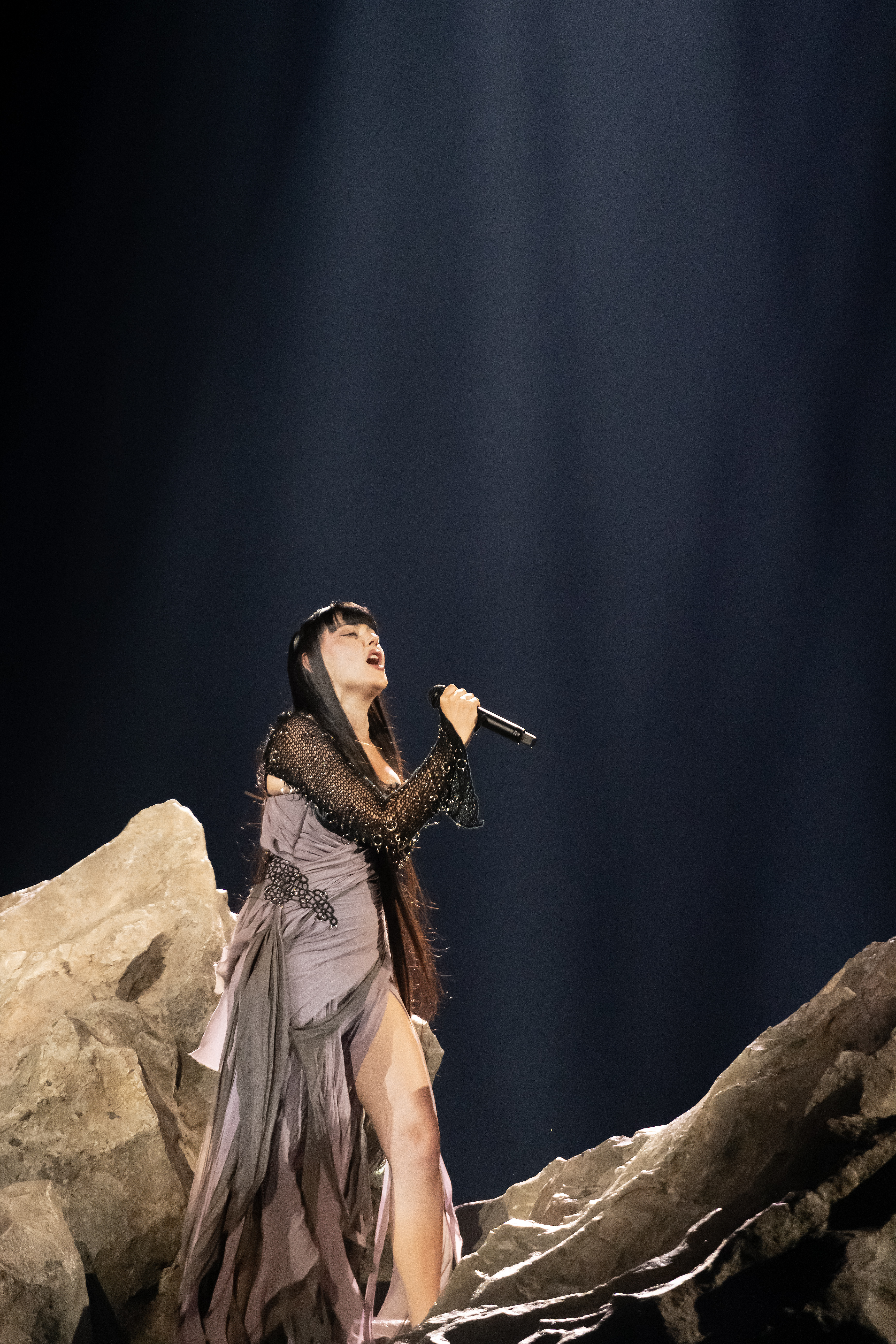
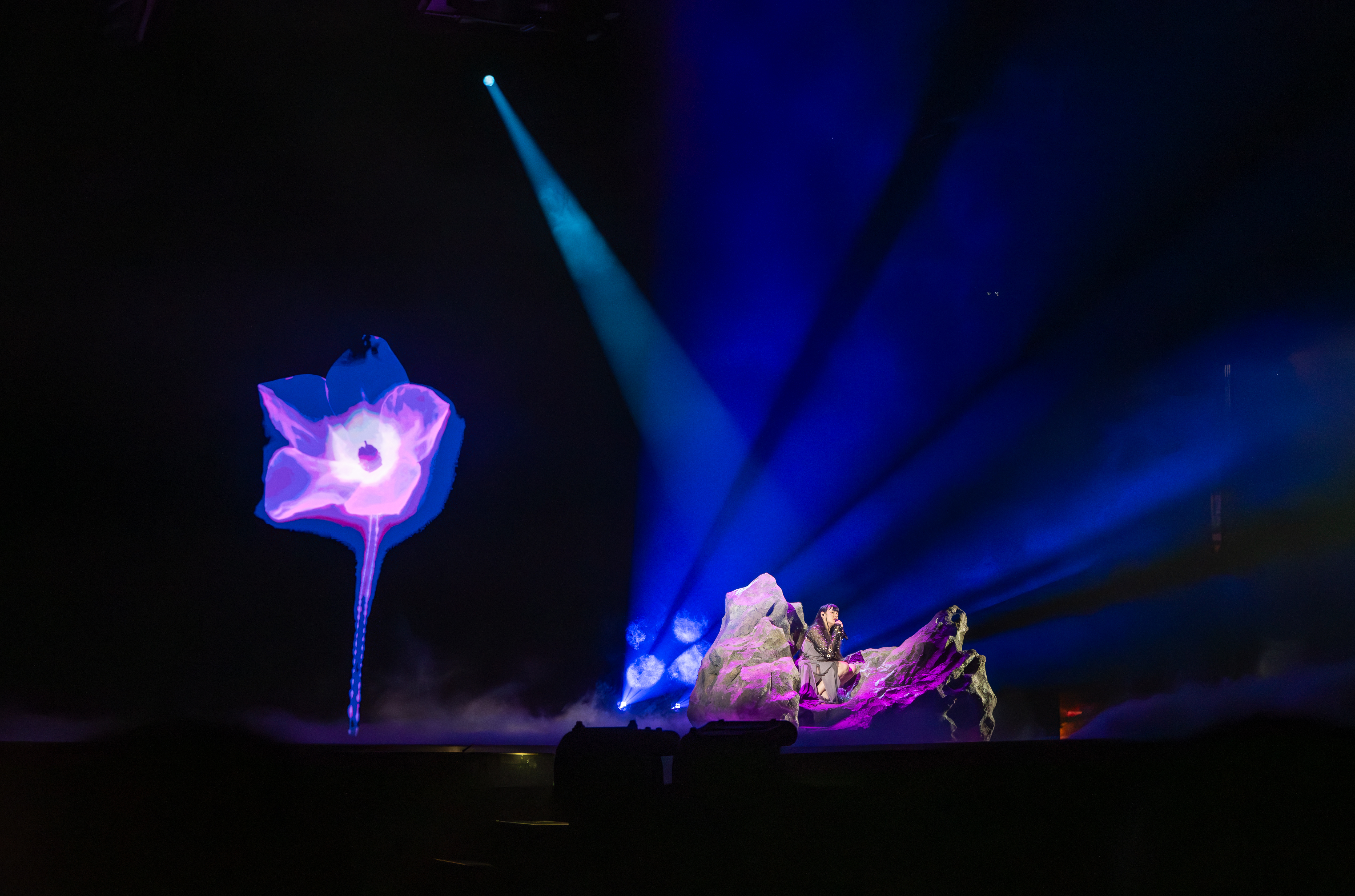
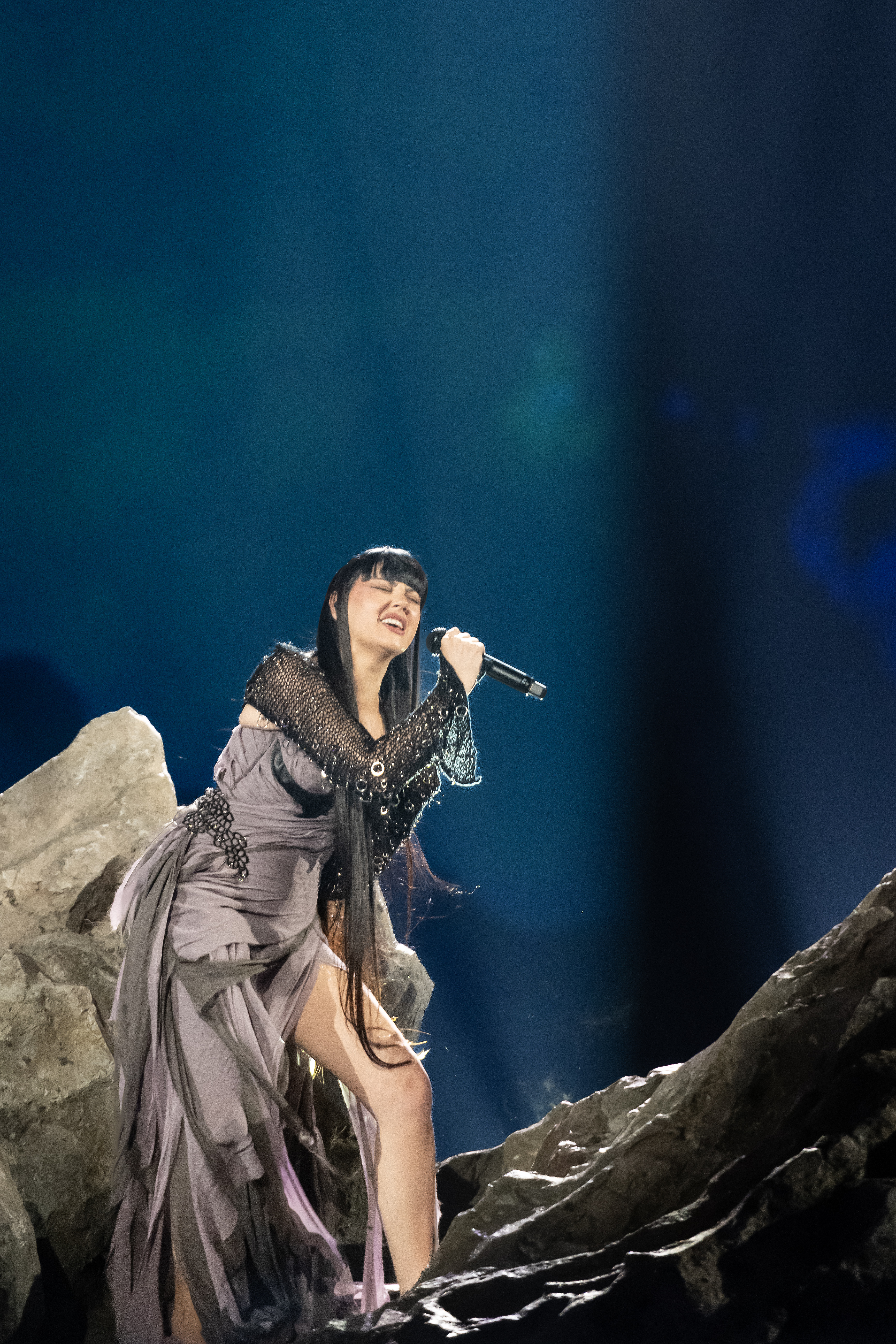
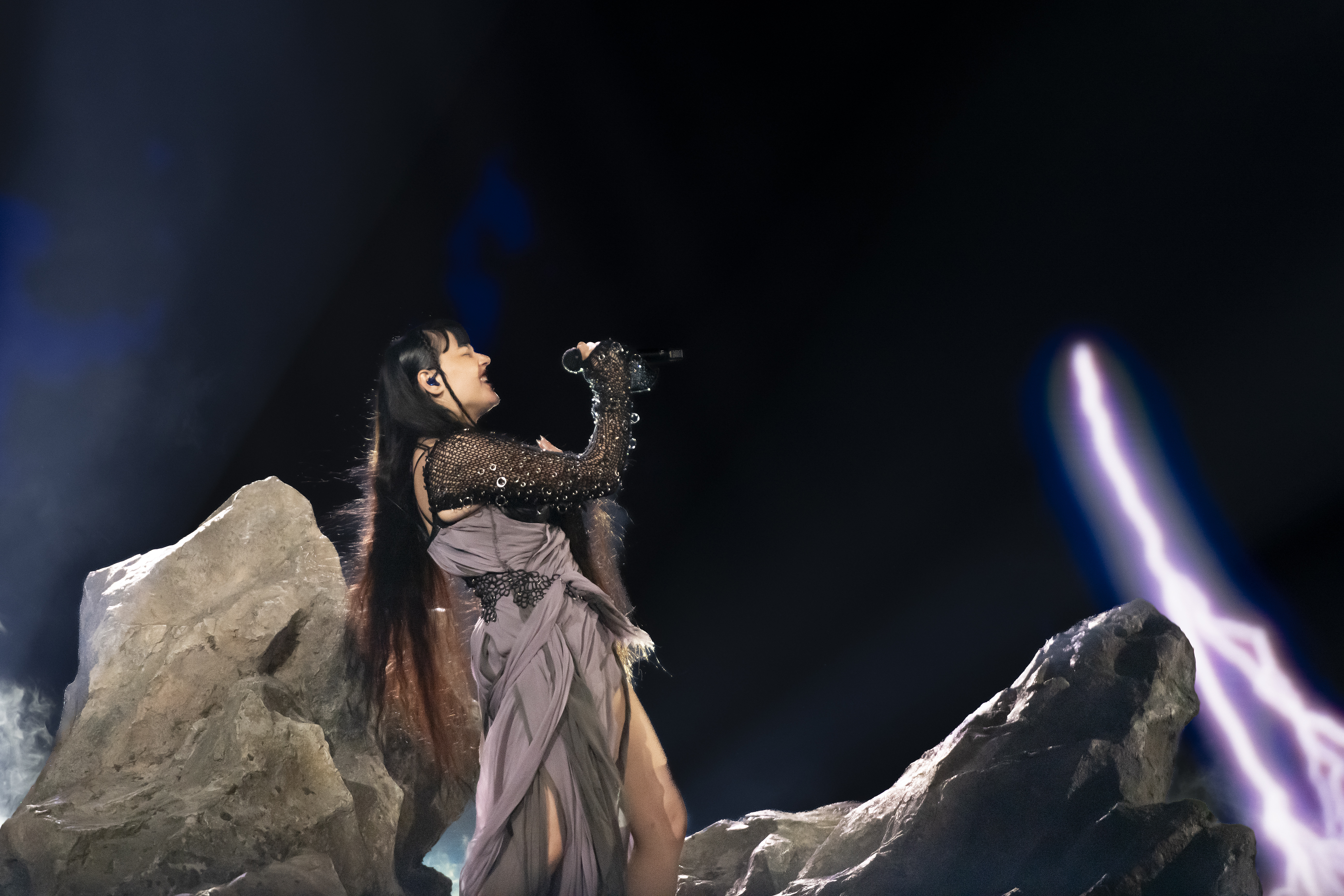
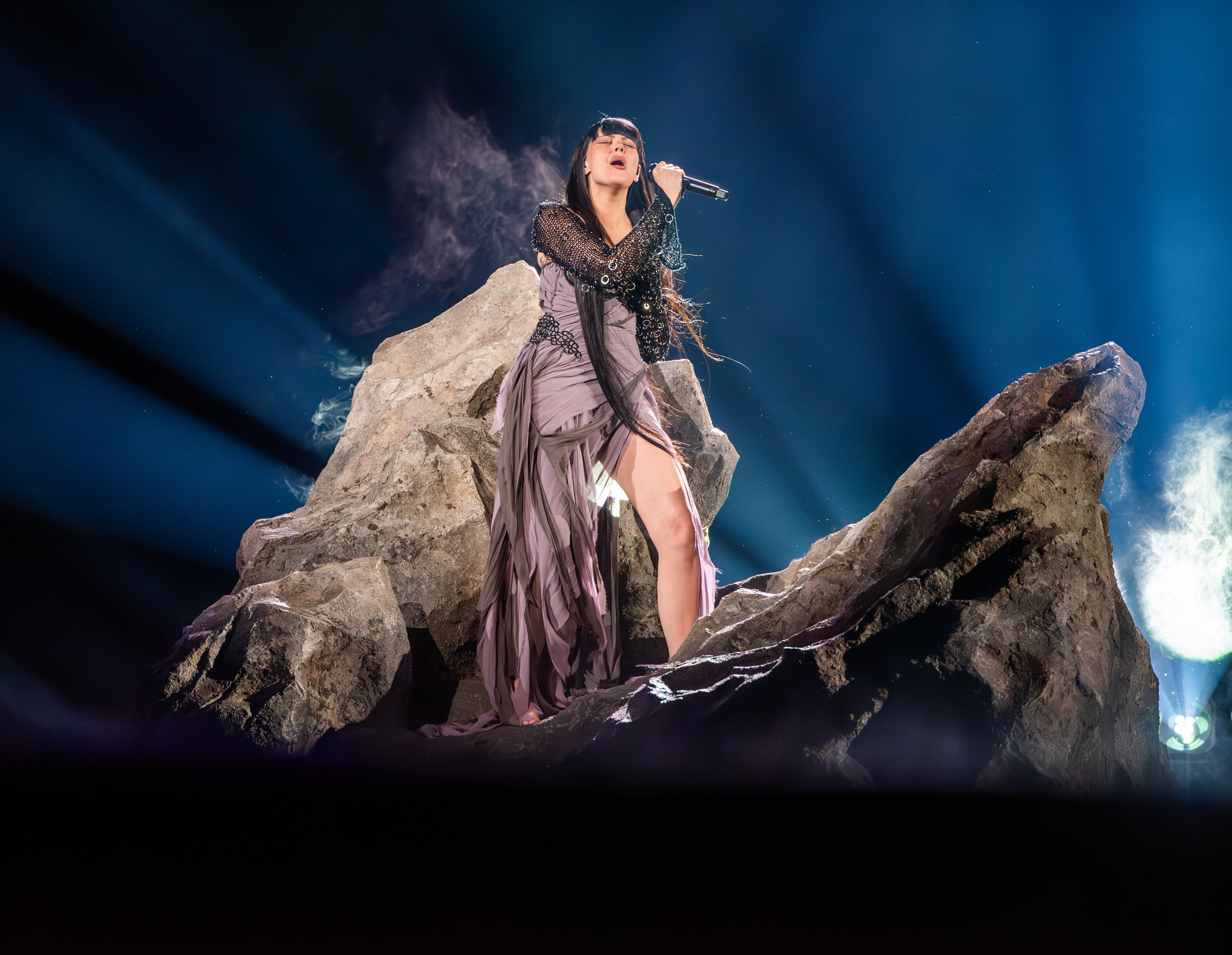
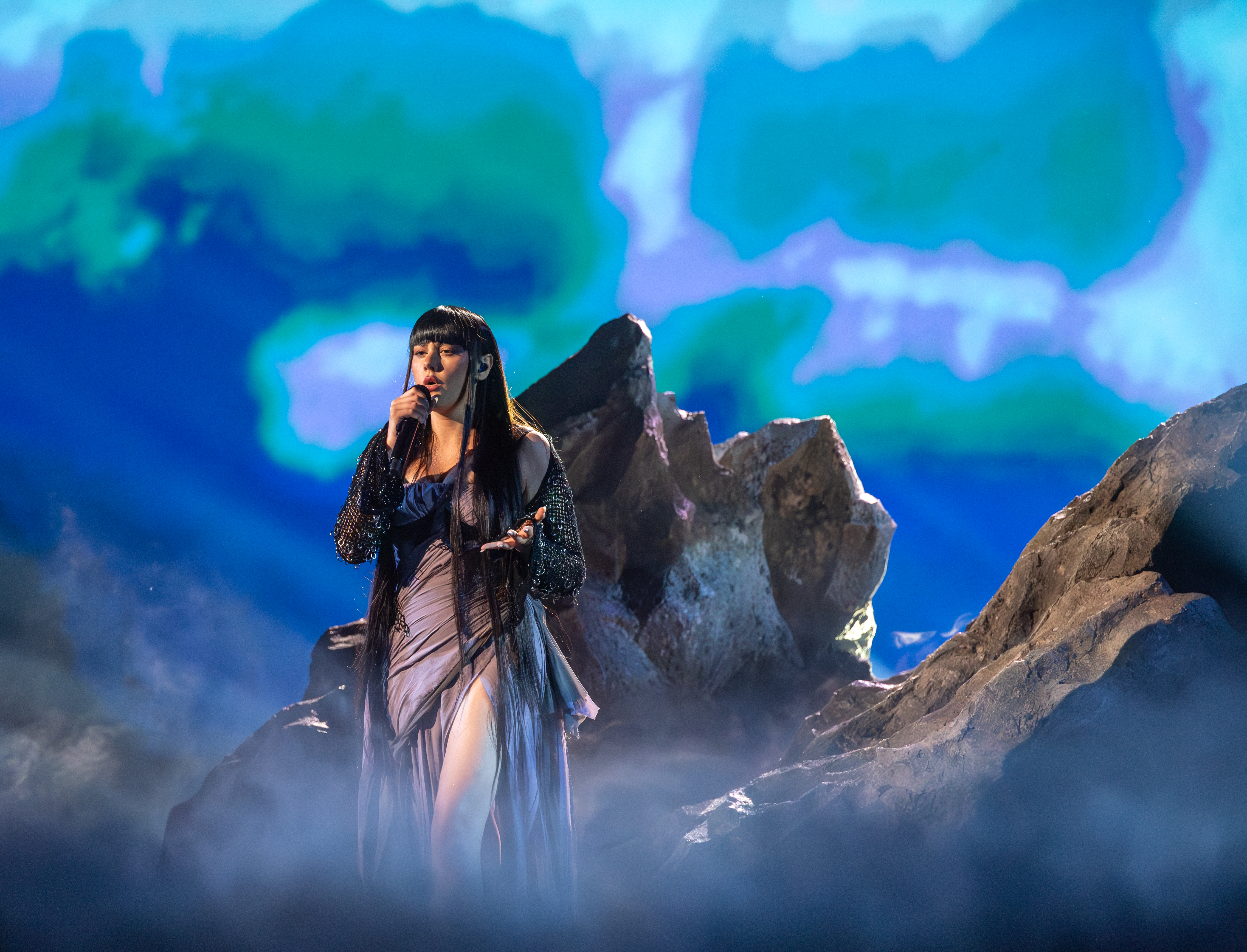
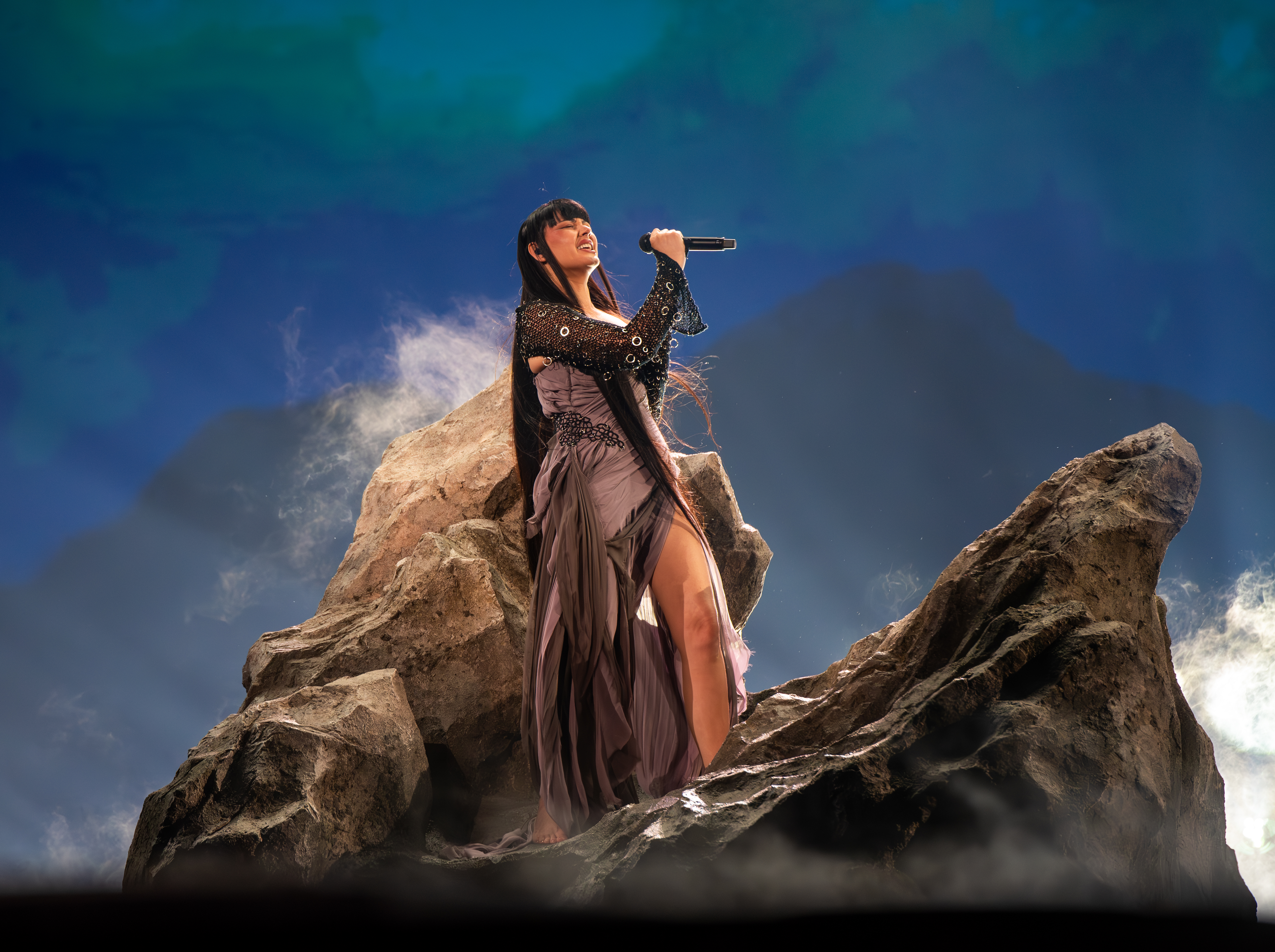
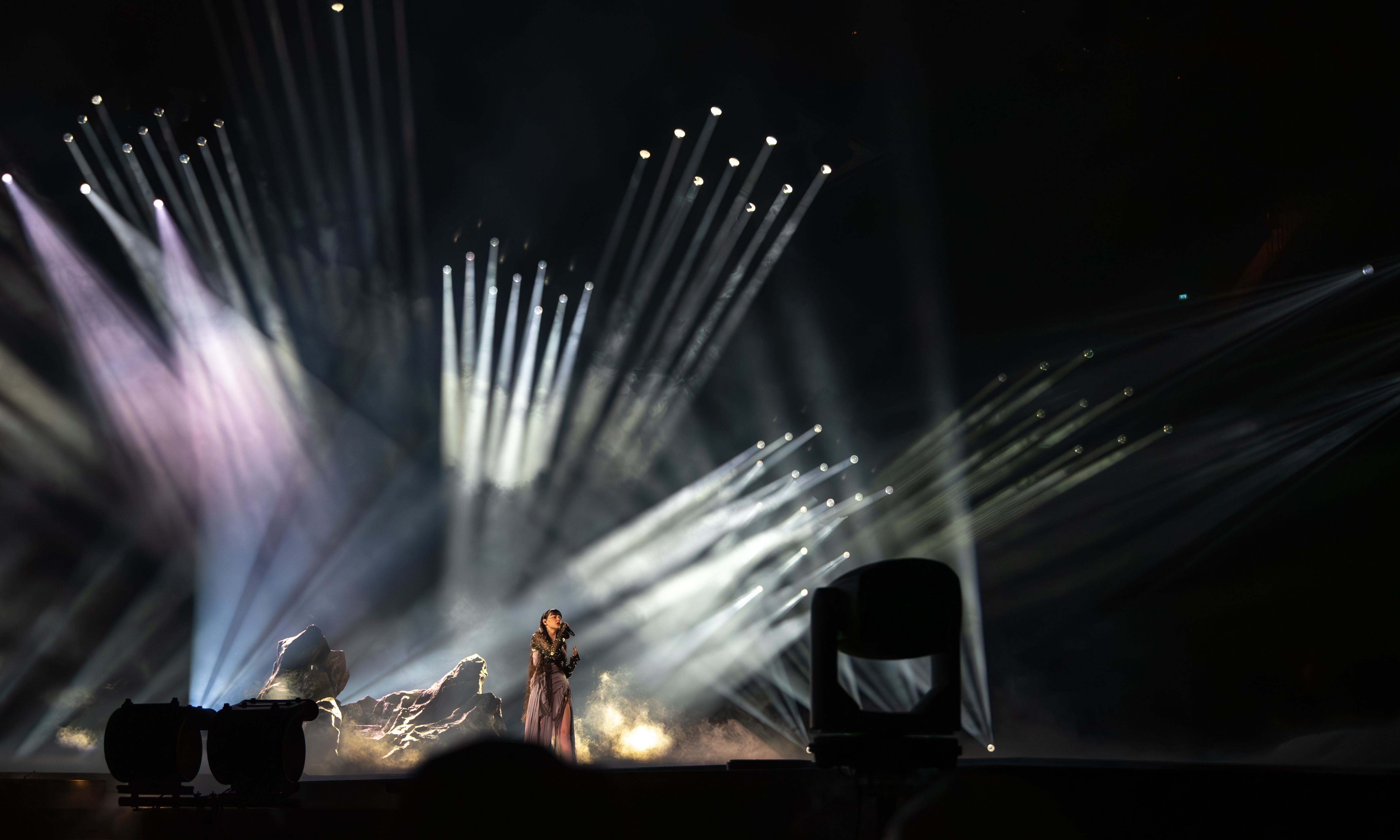